# アピス

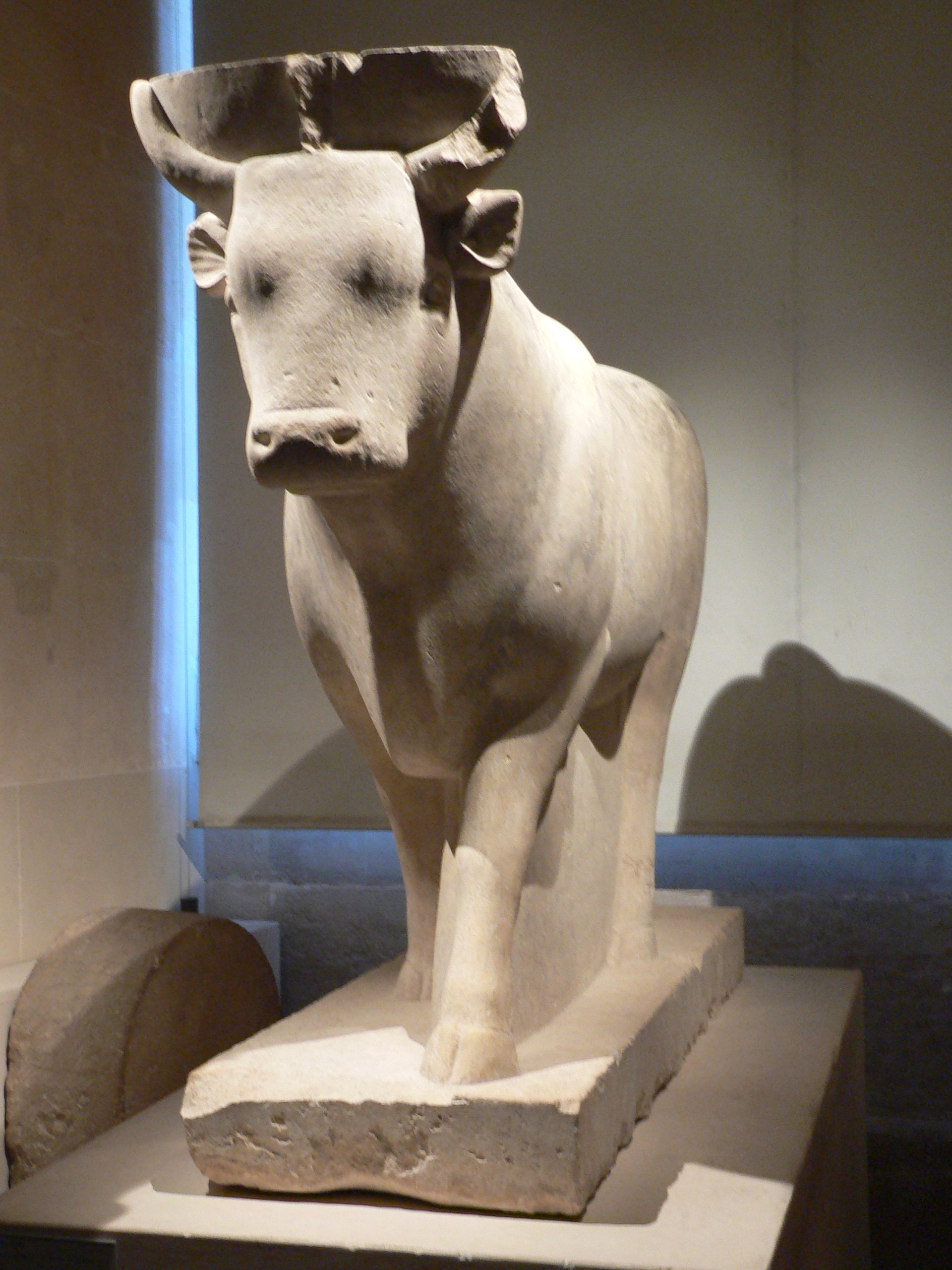
ルーヴル美術館所蔵のアピスの像、エジプト第30王朝時代のもの

アピス (Apis) は、古代エジプトの都市メンフィスで信仰された聖なる牛。エジプト神話の創造神であるプタハ神の化身、あるいは代理とされる。別名ハピス (Hapis) またはハピアンク (Hapi-ankh)。

## 概要
オシリスの牡牛とも呼ばれた。
メンフィスでは、プタハの牛には、全身に29の特徴があるとされ、その全てを満たす牛をアピスとして飼育し、崇拝していた。もし誰かが新しいアピスを見つけた時には、前のアピスは、ナイル川に沈められたと伝えられている。